# Knopplav
Knopplav (Mycobilimbia carneoalbida) är en lavart som först beskrevs av Johannes Müller Argoviensis, och fick sitt nu gällande namn av S. Ekman & Printzen. Knopplav ingår i släktet Mycobilimbia och familjen Lecideaceae.  Arten är reproducerande i Sverige. Inga underarter finns listade i Catalogue of Life.